# Bolus (varenje)
Bolus (lat. bolus, od grčke reči βώλος  - gruda, komad) je zaobljena masa (grudva) ili komad delimično sažvakane hrane, tečna farmaceutska ili druga supstanca, tečnosti u količini od jednog gutljaja u ustima, u procesu prelaska u želudac kroz ždrijelo, gornji sfinkter jednjaka i jednjak. Bolus je i doza supstance (kao što je lek) koja se daje intravenozno ili velika doza supstance koja se daje injekcijom u svrhu brzog postizanja potrebne terapeutske koncentracije u krvotoku.
Bolus hrana u ustima se meša sa pljuvačkom, žvakanje pomaže da se čestice hrane smanje na veličinu koja se lako može da proguta; a u tom procesu pomaže i pljuvačka koja dodaje digestivne enzime, vodu i sluz kako bi se hemijski smanjil čestice hrane, ovlažile i dobile bolji uksu i bile podmazane radi lakšeg gutanja. U normalnim stanjima, bolus se iz ustiju guta i putuje niz jednjak sve do želuca gde podleže procesu varenja.
Termin bolus se odnosi na mešavinu hrane i rastvora sve dok ona iz ustiju ne dospe u želudac. Kada bolus stigne u želudac, u kome se meša se sa želudačanim sokovima i postapeno smanjuje u veličinu masa hrane, tada bolus postaje poznata kao himus.
Ako se bolus daje injekcijom on se preko krvi raznosi po celom telu.
Naziva za bolus koristi se i za gasni bolus ili deo vazduha koji se vraća iz želuca kroz jednjak u grlo tokom podrigivanja ili dio refluksata izbačen iz želuca u jednjak tokom gastroezofagealnog refluksa. Ove vrste bolusa se proučavaju uz pomoć  e ezofagomanometrije, manometrije visoke rezolucije i višekanalne intraluminalne impedanse jednjaka.

## Proces kretanja bolusa prema želucu
Bolus hrane, unet u ustima, gura se jezikom prema nepcu, a zatim prema jednjaku i želucu. Bolus se guta u jednom potezu, i svesni je i dobrovoljničin svakog pojedinca.
Da bi se bolus kretao od ustiju do želuca postoje različite automatske radnje (refleksi) koje slede jedna za drugom: nakon što mišići usne dublje i ždrela guraju bolus u jednjak, meko nepce se podiže, sprečavajući bolus hrane da pređe u nozdrve. Za to vreme epiglotis deluje kao ventil koji zatvara larinks tako da bolus ne može da uđe  u respiratorni trakt. Kada bolus dospe u jednjak, uzastopnim mišićnim kontrakcija zidova jednjaka, koji se nazivaju peristaltički pokreti, hrana se spušta u želudac nakon što prođe kroz kroz kardiju.
U želucu bolus dolazi u kontakt sa želudačanim sokovima, koji se sastoje od vode, hlorovodonične kiseline, renina (kiseline koja razgrađuje mleko), mucina i pepsina. U roku od 1 do 5 sati, unutrašnji faktor zajedno sa peristaltičkim pokretima pretvaraju bolus u kašastu masu koja se zove himus. Talasi kontrakciježeluca zatim potiskuju himus prema pilorusu, kroz koji tako prerađeni bolus ulazi u tanko crevo.3

## Standardni bolus vode
U manometrijskim testovima pokretljivosti ždrela, jednjaka i/ili gornjeg  sfinktera jednjaka, standardni bolus vode (sinonim: mokri gutljaj), označava količinu od 5 ml vode za piće sobne temperature, koja  se ubrizgava u pacijentova usta, na primer špricem.
Tokom procesa prolaska standardnog vlažnog bolusa od ustiju do želuca, uz pomoć posebne opreme, snima se pritisak u različitim delovima gastrointestinalnog trakta i na osnovu napravljenog zapisa donosi zaključak o stanju jednjaka i njegovog gornjeg i donjeg sfinktera.

## Napomene
1. ↑  Peristaltiku su opisali Bejles i Starling pre 120 godina, kada su otkrili da su početni proces inhibicije/relaksacije, praćen ekscitacijom/kontrakcijom, obeležje peristaltike.